# 江寿林
江寿林（1963年—），湖北沙洋人，汉族，中华人民共和国政治人物、第十二届全国人民代表大会湖北地区代表。
毕业于大庆石油学院炼油化工机械专业。加入中国共产党。2013年，担任全国人大代表。2018年2月24日，当选为第十三届全国人大代表。